# Z 1 Leberecht Maass
Z 1 Leberecht Maass war einer von vier Zerstörern der Klasse Zerstörer 1934 der deutschen Kriegsmarine.
Das Boot war benannt nach Konteradmiral Leberecht Maaß. Es war der erste Zerstörer, den die Kriegsmarine in Dienst stellte. Bei seiner irrtümlichen Versenkung durch eigene Bomber im Februar 1940 kam der Großteil der Besatzung ums Leben.

## Geschichte

### Überfall auf Polen
Bei Beginn des Zweiten Weltkrieges wurde die Leberecht Maass gegen die polnische Marine eingesetzt und war Teil der deutschen Blockadestreitmacht in der Danziger Bucht. Am 3. September 1939 beschoss sie gemeinsam mit der Wolfgang Zenker, unter dem Befehl von Konteradmiral Günther Lütjens, den polnischen Zerstörer Wicher und den Minenleger Gryf im Hafen von Hel. Eine polnische Landbatterie auf der Halbinsel Hela griff in das Artillerieduell ein und erzielte einen 15-cm-Treffer auf der Leberecht Maass. Vier Seeleute wurden getötet und vier verwundet. Daraufhin brach Admiral Lütjens den Angriff ab.

### Unternehmen Wikinger
Anfang 1940 wurde das Boot der 2. Zerstörerflottille in der Nordsee zugeordnet. Am Abend des 22. Februar 1940 marschierte Z1 gemeinsam mit fünf weiteren Zerstörern im Rahmen des „Unternehmens Wikinger“ in Richtung Doggerbank. Dabei wurde die Flottille in der Dunkelheit versehentlich von mehreren He 111 der II. Gruppe des Kampfgeschwaders 26 angegriffen. Die Luftwaffe war über das „Unternehmen Wikinger“ nicht informiert worden, und die Flugzeugbesatzung nahm deshalb an, sie greife einen britischen Zerstörerverband an. Die Leberecht Maass wurde von einer 50-kg-Bombe zwischen Brücke und Schornstein getroffen und scherte nach Steuerbord aus. Wenige Minuten später brach der Zerstörer nach einer Detonation während eines zweiten Angriffs auseinander und sank mit 282 Mann. Unter ihnen war auch der Kommandant Bassenge. Nur 60 Überlebende wurden gerettet, von denen einer noch auf der Heimreise starb. Es konnte nie ganz geklärt werden, ob die Detonation ein weiterer Bombentreffer war (die He 111 hatte zwei Angriffe geflogen) oder ob der Zerstörer auf eine Mine lief, die Teil eines im Januar 1940 gelegten britischen Minenfeldes war.
Bei den Rettungsversuchen lief das Schwesterboot Max Schultz vermutlich auf eine Mine desselben Feldes und sank mit der gesamten Besatzung.

## Kommandanten
- Korvettenkapitän Friedrich Traugott Schmidt – 14. Januar bis 29. September 1937
- Korvettenkapitän/Fregattenkapitän Gerhard Wagner – 4. Oktober 1937 bis 4. April 1939
- Korvettenkapitän Fritz Bassenge – 5. April 1939 bis 22. Februar 1940 (†)

## Bekannte Besatzungsangehörige
- Carl-Heinz Birnbacher (1910–1991), war von 1968 bis 1970, als Konteradmiral der Bundesmarine, Stellvertreter des Befehlshabers der Flotte
- Walter Heck (1910–1987), war von 1969 bis 1970 als Flottillenadmiral Unterabteilungsleiter im Führungsstab der Streitkräfte